# Ammergauer Alpen

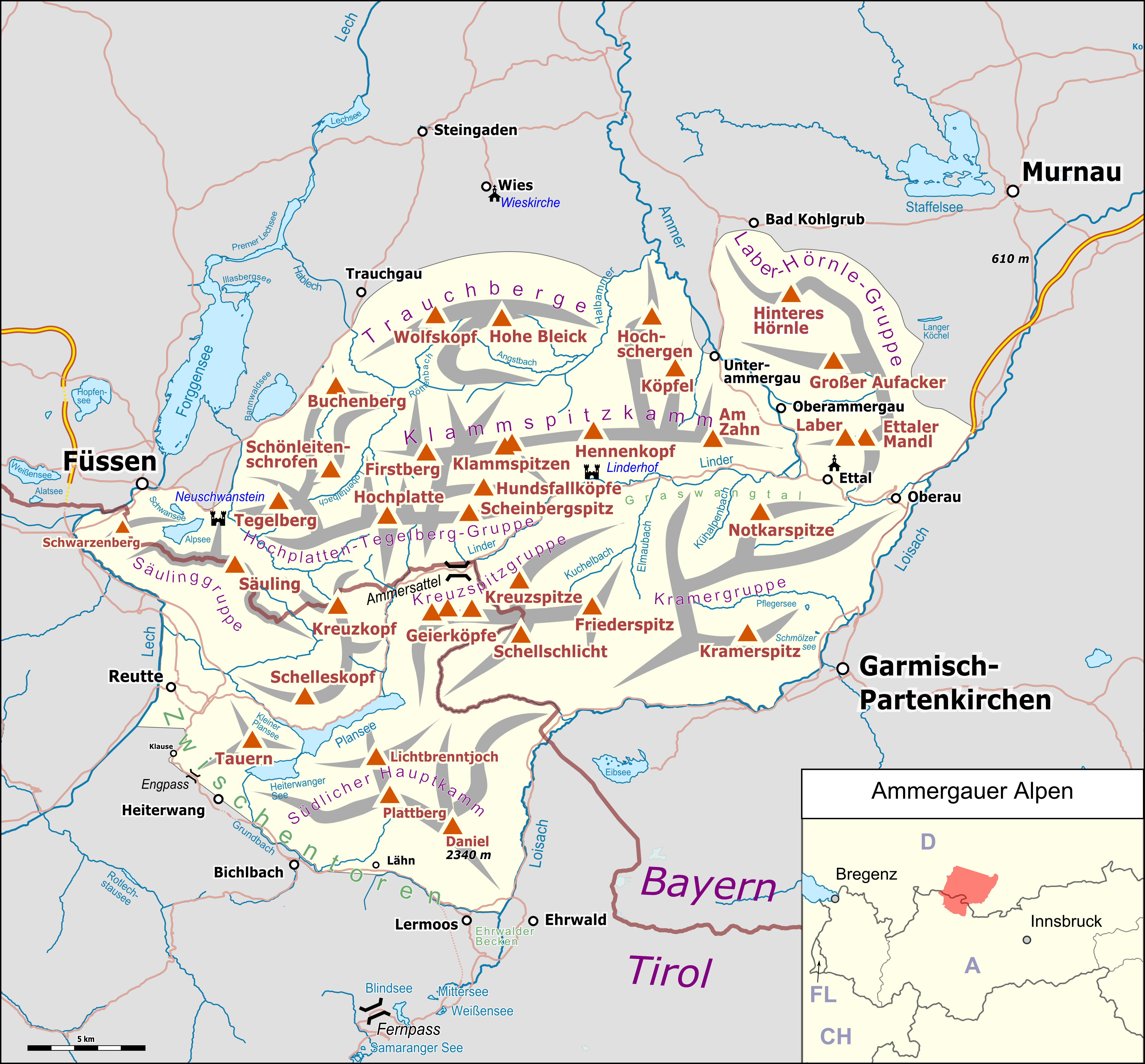
Mapa Ammergauer Alpen

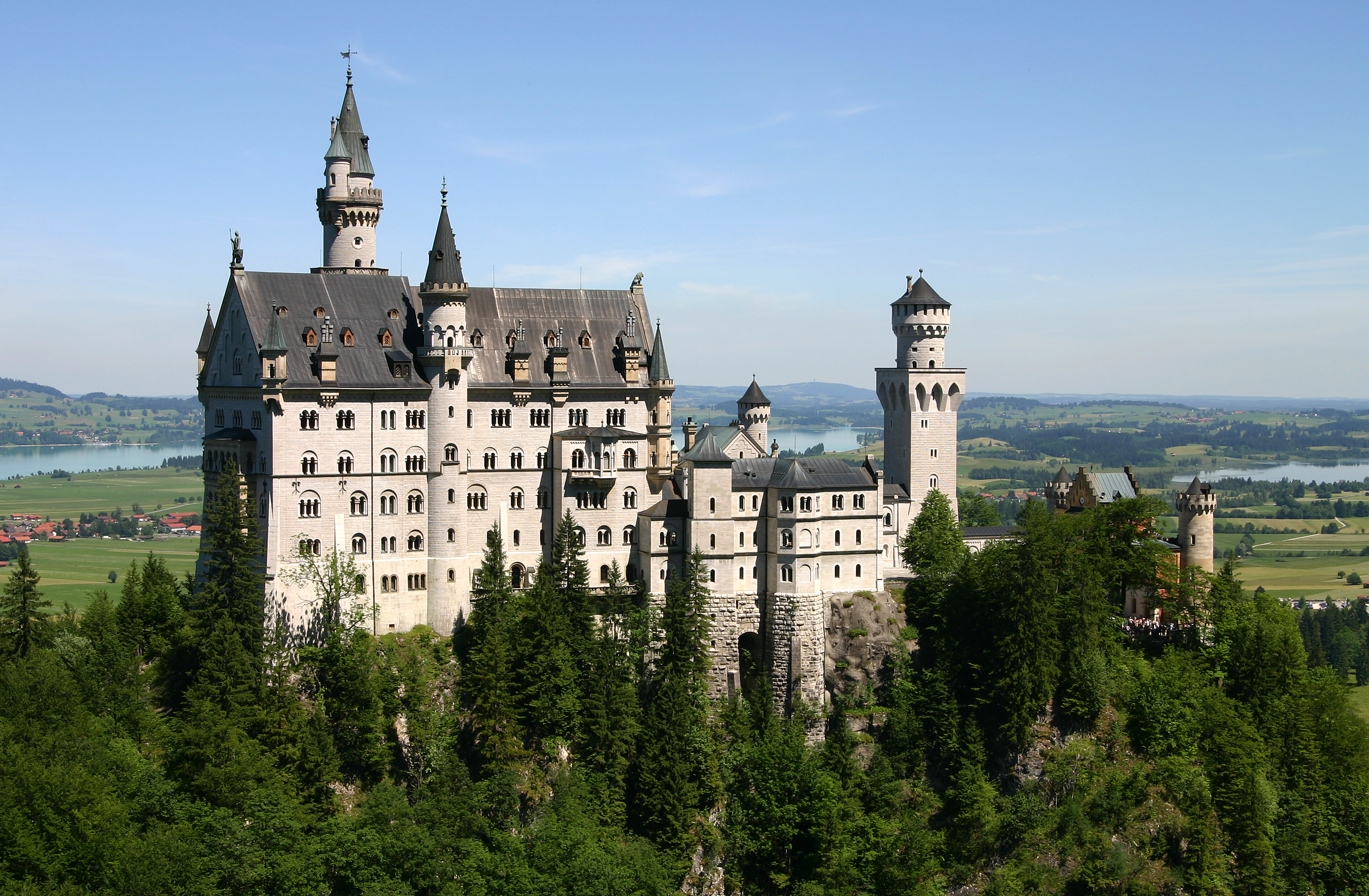
Zamek Neuschwanstein

Ammergauer Alpen – pasmo górskie, część Alp Bawarskich w Północnych Alpach Wapiennych. Pasmo to leży na granicy między Niemcami (Bawaria), a Austrią (Tyrol). Jest to zdecydowanie jedno z niższych pasm Alp; najwyższy szczyt Daniel osiąga wysokość 2340 m.
Pasmo graniczy z: pasmem Bayerische Voralpen na wschodzie, Wettersteingebirge na południowym wschodzie, Alpami Lechtalskimi na południowym zachodzie oraz z Alpami Algawskimi na wschodzie.
W skład Ammergauer Alpen wchodzi parę mniejszych łańcuchów:
- Trauchberge (najwyższy szczyt: Hohe Bleick – 1638 m)
- Klammspitzkamm (najwyższy szczyt: Klammspitze – 1924 m)
- Laber-Hörnle-Gruppe (najwyższy szczyt: Laber – 1686 m)
- Hochplatten-Tegelberg-Gruppe (najwyższy szczyt: Hochplatte – 2082 m)
- Säulinggruppe (najwyższy szczyt: Säuling – 2047 m)
- Kreuzspitzgruppe (najwyższy szczyt: Kreuzspitze – 2185 m)
- Kramergruppe (najwyższy szczyt: Kramer – 1985 m)
- Danielkamm (najwyższy szczyt: Daniel – 2340 m)

Najwyższe szczyty:
| - Daniel (2340 m), - Upsspitze (2332 m), - Plattberg (2247 m), - Kohlbergspitze (2202 m), - Großes Pfuitjöchle (2197 m), - Kreuzspitze (2185 m), - Pitzenegg (2179 m), |  | - Geierköpfe (2164 m), - Kesseljoch (2131 m), - Hochplatte (2082 m), - Friederspitz (2050 m), - Säuling (2047 m), - Krähe (2012 m), - Gabelschrofen (2010 m). |  |